# Christoph Ullmann
Christoph Ullmann (né le 19 mai 1983 à Altötting) est un joueur allemand de hockey sur glace.

## Carrière
Il commence dans l'équipe jeune des Kölner Haie et apparaît durant la saison 2000-2001 dans l'équipe première en ligue régionale. La saison suivante en ligue régionale, il marque 66 points en 27 matchs. Ceci lui permet de jouer avec l'équipe professionnelle lors des play-offs de la saison 2001-2002 qui remporte le championnat. Pour la saison 2002-2003, il joue pour les Haie mais en même temps pour l'EV Duisbourg en 2. Bundesliga.
En 2003, l'attaquant arrive chez les Adler Mannheim où il devient un cadre et vice-champion en 2005. En 2007, avec Mannheim, il fait le doublé coupe-championnat d'Allemagne.
Pour la saison 2008-2009, il revient chez les Kölner Haie. En 2010, il est le capitaine de l'équipe, mais en fin de saison son contrat n'est pas renouvelé.
En 2011, il est de retour à Mannheim où il est vice-champion de la saison 2011-2012.
En sélection nationale, il commence dans l'équipe au championnat du monde junior de hockey sur glace 2002 où l'Allemagne est promue en élite. L'année suivante, il est de nouveau dans la sélection junior en championnat du monde. En 2004, il fait ses débuts dans l'équipe d'Allemagne à l'occasion du championnat du monde. Il est de nouveau présent lors du championnat du monde de hockey sur glace 2006 pour jouer en Division I, l'équipe remporte l'accession.

## Statistiques
| Saison    | Équipe             | Ligue         |    | Saison régulière | Saison régulière | Saison régulière | Saison régulière | Saison régulière |    | Séries éliminatoires | Séries éliminatoires | Séries éliminatoires | Séries éliminatoires | Séries éliminatoires |
| Saison    | Équipe             | Ligue         | PJ | B                | A                | Pts              | Pun              | PJ               | B  | A                    | Pts                  | Pun                  |                      |                      |
| 2001-2002 | Kölner Haie        | DEL           | 17 | 0                | 1                | 1                | 2                | -                | -  | -                    | -                    | -                    |                      |                      |
| 2001-2002 | EV Duisbourg       | Bundesliga    | 35 | 4                | 1                | 5                | 26               | 10               | 1  | 3                    | 4                    | 8                    |                      |                      |
| 2002-2003 | Kölner Haie        | DEL           | 26 | 1                | 1                | 2                | 2                | 2                | 0  | 0                    | 0                    | 0                    |                      |                      |
| 2002-2003 | EV Duisbourg       | 2. Bundesliga | 22 | 3                | 5                | 8                | 24               | -                | -  | -                    | -                    | -                    |                      |                      |
| 2003-2004 | Adler Mannheim     | DEL           | 51 | 10               | 10               | 20               | 42               | 6                | 1  | 0                    | 1                    | 2                    |                      |                      |
| 2003-2004 | Heilbronner Falken | 2. Bundesliga | 1  | 0                | 1                | 1                | 0                | -                | -  | -                    | -                    | -                    |                      |                      |
| 2004-2005 | Adler Mannheim     | DEL           | 49 | 11               | 9                | 20               | 93               | 13               | 1  | 4                    | 5                    | 33                   |                      |                      |
| 2004-2005 | Heilbronner Falken | 2. Bundesliga | 2  | 1                | 1                | 2                | 0                | -                | -  | -                    | -                    | -                    |                      |                      |
| 2005-2006 | Adler Mannheim     | DEL           | 52 | 9                | 17               | 26               | 34               | -                | -  | -                    | -                    | -                    |                      |                      |
| 2006-2007 | Adler Mannheim     | DEL           | 48 | 13               | 11               | 24               | 18               | 11               | 2  | 1                    | 3                    | 8                    |                      |                      |
| 2007-2008 | Adler Mannheim     | DEL           | 53 | 14               | 16               | 30               | 42               | 5                | 0  | 5                    | 5                    | 16                   |                      |                      |
| 2008-2009 | Kölner Haie        | DEL           | 49 | 20               | 28               | 48               | 32               | -                | -  | -                    | -                    | -                    |                      |                      |
| 2009-2010 | Kölner Haie        | DEL           | 31 | 8                | 18               | 26               | 36               | 3                | 2  | 3                    | 5                    | 4                    |                      |                      |
| 2010-2011 | Kölner Haie        | DEL           | 52 | 23               | 25               | 48               | 22               | 5                | 1  | 3                    | 4                    | 4                    |                      |                      |
| 2011-2012 | Adler Mannheim     | DEL           | 40 | 15               | 17               | 32               | 34               | 14               | 10 | 9                    | 19                   | 6                    |                      |                      |
| 2012-2013 | Adler Mannheim     | DEL           | 34 | 11               | 11               | 22               | 18               | 6                | 2  | 0                    | 2                    | 4                    |                      |                      |
| 2013-2014 | Adler Mannheim     | DEL           | 39 | 10               | 11               | 21               | 16               | -                | -  | -                    | -                    | -                    |                      |                      |
| 2014-2015 | Adler Mannheim     | DEL           | 51 | 11               | 13               | 24               | 36               | 13               | 4  | 6                    | 10                   | 6                    |                      |                      |
| 2015-2016 | Adler Mannheim     | DEL           | 52 | 21               | 8                | 29               | 26               | 3                | 4  | 1                    | 5                    | 8                    |                      |                      |
| 2016-2017 | Adler Mannheim     | DEL           | 51 | 5                | 20               | 25               | 26               | 7                | 0  | 1                    | 1                    | 2                    |                      |                      |
| 2017-2018 | Adler Mannheim     | DEL           | 41 | 5                | 2                | 7                | 8                | 8                | 3  | 1                    | 4                    | 4                    |                      |                      |
| 2018-2019 | Augsburger Panther | DEL           | 46 | 7                | 7                | 14               | 20               | 8                | 0  | 0                    | 0                    | 14                   |                      |                      |
| 2019-2020 | Augsburger Panther | DEL           | 32 | 1                | 2                | 3                | 20               | -                | -  | -                    | -                    | -                    |                      |                      |

## Source, notes et références
1. ↑  (en) « Christoph Ullmann hockey statistics & profile », sur The Internet Hockey Database.
2. ↑  (en) « Christoph Ullmann profile », sur Eurohockey.com.
3. ↑  (en) « Christoph Ullmann », sur Eliteprospects.com (consulté le 22 octobre 2013).

- (de) Cet article est partiellement ou en totalité issu de l’article de Wikipédia en allemand intitulé « Christoph Ullmann (Eishockeyspieler) » (voir la liste des auteurs).